# Соціальна реформа чи революція?
«Соціа́льна рефо́рма чи револю́ція?» (нім. Sozialreform oder Revolution?) —  політична праця Рози Люксембурґ, написана у відповідь на ревізію марксизму Едуарда Бернштайна. Вперше опублікована як серія статей (1898–1899), а згодом окремою брошурою у 1900 році; 1908 року вийшла друга частина праці. 
Ця робота стала першим великим викликом тодішньому курсові реформістського – або «еволюційного» – соціалізму, та була покликана викрити його як відступ від марксизму на користь капіталізму. У книзі Люксембурґ полемізує з тезою, що соціалізму можна досягти поступовими реформами, і наполягає на необхідності революційних змін для повалення капіталізму. Попри те, що Люксембурґ визнає важливість повсякденної боротьби за покращення умов життя робітників, вона наполягає, що лише революційна трансформація суспільства здатна закріпити здобутки трудящих.

## Історія написання
Наприкінці XIX століття в соціалістичному русі розгорнулася гостра дискусія щодо стратегії боротьби за соціалізм. Після прийняття Ерфуртської програми (1891) Соціал-демократична партія Німеччини (СДПН) формально проголосила кінцевою метою встановлення соціалістичного ладу, але у практичній діяльності дедалі більше уваги приділялося поступовим реформам у рамках капіталізму. Едуард Бернштайн, один із лідерів СДПН та близький соратник Фрідріха Енґельса, наприкінці 1890-х відкрито поставив під сумнів ортодоксальне марксистське вчення про неминучість пролетарської революції. У серії публікацій, згодом об'єднаних у книзі «Передумови можливості соціалізму та завдання соціал-демократії» (нім. Die Voraussetzungen des Sozialismus und die Aufgaben der Sozialdemokratie; 1899), Бернштайн стверджував, що капіталізм еволюціонує та пристосовується, а отже, революційна зміна суспільства не є ані неминучою, ані бажаною. Він вказував на нові явища кінця XIX ст.: зростання зовнішньої торгівлі, розширення банківської і кредитної систем, утворення картелів і трестів, підвищення рівня життя і поява широкого середнього класу. Ці тенденції, на думку Бернштайна, послабили внутрішні протиріччя капіталізму, запобігаючи економічним кризам, які, за Марксом, мали зруйнувати систему. Крім того, Бернштайн вважав, що розвиток демократії ― розширення виборчого права, діяльність профспілок і кооперативів ― поступово ліквідовує класове панування буржуазії. Парламентські реформи, на його думку, здатні мирно перерости в соціалізм, адже представницька демократія нібито може підпорядкувати капітал імперативам суспільного блага.
Ідеї Бернштайна викликали широкий резонанс у міжнародному соціалістичному русі. На Штутгартському з'їзді СДПН (1898) його позицію щодо «еволюційного соціалізму» було піддано критиці й офіційно відхилено більшістю партії. Розі Люксембурґ на той час було лише 27 років, але вона вже здобула авторитет у Другому Інтернаціоналі як блискуча економістка і публіцистка. Спостерігаючи за зростанням опортуністичних настроїв, Люксембурґ стала однією з найпалкіших опонентів Бернштайна. У 1898 році, невдовзі після переїзду до Берліна, вона опублікувала кілька статей у партійній пресі, в яких розпочала полеміку з ревізіоністами. Ці статті лягли в основу її праці «Соціальна реформа чи революція?», виданої окремою книгою в 1899–1900 роках. 

## Опис та ідеї

### Критика реформізму
У книзі Роза Люксембурґ відповідає на доводи Бернштайна і обстоює позиції революційного марксизму. Головна теза авторки полягає в тім, що соціальні реформи не можна розглядати як альтернативу соціалістичній революції, натомість вони є допоміжним засобом у боротьбі, який не замінює остаточного перевороту суспільного ладу. Люксембурґ підкреслює, що соціал-демократія (у тодішньому розумінні терміна) веде боротьбу і за поступові поліпшення в межах капіталізму, і за кінцеву мету ― повалення капіталістичної системи. Реформи потрібні як засіб мобілізації пролетаріату, підвищення його свідомості та організованості, але жодні поступки з боку буржуазії автоматично не приведуть до соціалізму. На тезу Бернштайна «рух ― усе, кінцева мета ― ніщо», Люксембурґ відповідає, що без кінцевої мети рух втрачає свій напрям: відмовитися від перспективи революції означає відмовитися і від самого визвольного руху.

### Капіталістичні кризи
Відповідаючи на твердження, що сучасний капіталізм нібито позбавлений смертельних криз, Люксембурґ наголошує, що капіталістичні суперечності нікуди не зникли, лише набули нових форм. Так, розвиток кредитної системи та фінансового капіталу, на який покладав надії Бернштайн, може тимчасово відстрочити кризу, але зрештою лише поглиблює її. Кредит розширює ринки збуту і стимулює виробництво в сприятливі часи, однак у разі перших ознак стагнації фінансова бульбашка лопається: позики та спекуляції лише посилюють дисбаланси, призводячи до перевиробництва й обвалу. Аналогічно, утворення картелів і монополій створює ілюзію стабільності на внутрішньому ринку, але переносить конкуренцію на зовнішні ринки, що призводить до ще жорсткішої боротьби за чужі території і зрештою до імперіалізму та воєн. Методи, які реформісти вважали «ліками» від криз (фінансова експансія, монополії, парламентаризм), в аналізі Люксембург постають лише як спосіб відкласти неминучий колапс капіталізму і зробити його ще більш руйнівним. 
Люксембурґ підтримує марксову тезу про історичну обмеженість капіталістичного способу виробництва. У полеміці вона називає теорію економічного колапсу «наріжним каменем наукового соціалізму» і стверджує, що капіталізм через власні внутрішні суперечності приречений на загибель. У книзі наведено висновок про те, що з лона капіталістичного суспільства не може народитися нічого, що ліквідувало б «анархію капіталістичного господарства». 

### Класовий характер держави
За Люксембурґ, держава в класовому суспільстві залишається охоронцем інтересів панівного класу і не може стати нейтральним арбітром між працею і капіталом. Формальні елементи демократії (як-от загальне виборче право) самі по собі не усувають влади великого капіталу. Люксембурґ зауважує, що щоразу, коли робітники майже мирно здобувають владу, «ілюзія демократії» швидко змінюється відкритою диктатурою буржуазії. 
У своїй книзі Люксембурґ не виступає проти конкретних реформ: навпаки, вона підтримує боротьбу робітників за підвищення зарплат, скорочення робочого дня, соціальне законодавство тощо. Однак вона застерігає, що жодна реформа в межах буржуазної держави не скасовує експлуатації, а лише пом'якшує її прояви. На додаток, досягнуті поступки не є незворотними: при зміні економічної кон'юнктури капіталісти намагатимуться відіграти назад виборені робітниками права, а уряд згортатиме соціальні програми заради порятунку прибутків бізнесу. 
Після кожної кризи робітничому рухові доводиться відстоювати попередні здобутки, і ця оборонна боротьба виснажує сили пролетаріату. Єдиний вихід полягає в тому, аби не обмежуватися частковими вимогами, а вести політичну боротьбу за повалення капіталістичного ладу. Бернштайн стверджував, що з розвитком демократії держава поступово перестає бути знаряддям панування буржуазії і перетворюється на виразника загальних інтересів. Люксембурґ зазначає: 
|  | Якщо Бернштайн ставить питання, багато чи мало соціалізму міститься у фабричному законі, то ми можемо його запевнити, що найкращий з фабричних законів містить у собі стільки ж соціалізму, скільки й постанова магістрату про прибирання вулиць чи запалення газових ліхтарів, що теж є «суспільним контролем» |

## Критика та реакція
Праця Люксембурґ стала предметом жвавих дискусій одразу після публікації. Більшість ортодоксальних марксистів підтримали її позицію, зокрема, про неї схвально відгукувався Карл Каутський (тоді ― однодумець Люксембурґ). Сам Едуард Бернштайн, однак, не прийняв аргументів Люксембург. Він та його однодумці наполягали, що люксембурґіанці перебільшують кризові тенденції та недооцінюють потенціал мирних реформ. Бернштайн вважав теорію «неминучого краху» капіталізму догмою, не підтвердженою емпірично, і закидав опонентам відрив від реалій успішного розвитку капіталістичних країн. 
Пізніші марксистські революціонери високо оцінювали викладену Люксембурґ позицію. Володимир Ленін, попри деяке полемізування з її ідеями, поділяв безкомпромісний підхід до реформізму. Після убивства Люксембурґ у 1919 році Ленін назвав її «орлом революції». У марксистській літературі XX століття неодноразово наголошувалося, що «Соціальна реформа чи революція?» була своєчасною обороною наукового соціалізму від опортунізму. Водночас деякі теоретики (зокрема з кола Комінтерну) закидали Люксембурґ те, що вона покладалася на автоматичний крах капіталізму без достатньої ролі партійної організації. Подібні твердження базувалися передусім на її словах про неминучість колапсу системи. Дослідник спадку Люксембурґ Норман Ґерас зазначає, що таке трактування є помилковим, позаяк Роза ніколи не припускала автоматичного переходу до соціалізму, наголошуючи, що без свідомої революційної дії пролетаріату крах капіталізму обернеться радше регресом і варварством, аніж справедливим ладом. 
Для соціал-демократичного крила робітничого руху, що після Першої світової війни стало на шлях парламентського реформізму, позиція Люксембурґ здавалася занадто радикальною. Керівники повоєнної німецької соціал-демократії, такі як Фрідріх Еберт та ін., виправдовували співпрацю з буржуазними силами заради поступового покращення життя людей і відбудови країни. У цьому контексті праці Люксембурґ, особливо її різке несприйняття компромісів, піддавалися критиці як доктринерські. 
Наукова спільнота розглядає «Соціальну реформу чи революцію?» як один з ключових текстів марксистської теорії початку XX століття. Її аналіз адаптивності капіталізму (через кредитування, монополії, розширення колоній) зараз розглядається як передвістя теорій імперіалізму та стагнації, що розвинуться пізніше. 

## Значення і вплив
«Соціальна реформа чи революція?» була першою великою працею, що артикулювала небезпеку перетворення робітничого руху на м'яку силу, яка ризикує поступово втратити свій антикапіталістичний характер. У книзі Люксембурґ зауважувала, що без радикальної мети робітнича партія перебуває в небезпеці перетворення на частину буржуазного ладу, пристосовуючись до нього замість його повалення. Окремі оглядачі проводять паралелі між цим висконовком і рядом історичних подій. Так, у 1914 році більшість соціал-демократів підтримала свої уряди в Першій світовій війні, фактично ставши на імперіалістичний бік. Праця Люксембурґ закріпила дилему «реформа чи революція» як одну з ключових тем лівої політики. У 1920-х роках світові комуністичні партії орієнтувалися на леніністську і люксембурґіанську критику опортунізму, розглядаючи соціал-демократів як «зрадників» революції.
Соціал-демократи західних країн у другій половині XX століття, будуючи державу загального добробуту, нерідко зазначали, що еволюційний шлях домігся реальних здобутків для робітничого класу (пенсій, охорони здоров'я, освіти тощо), тоді як заклики до революції асоціювалися передусім з авторитарними режимами. У другій половині XX – на початку XXI століття, на тлі неоліберального згортання частини соціальних програм та зростання нерівності, у політичних дискусіях почали частіше звертатися до думки про те, що реформи без глибоких системних змін залишаються вразливими.